# Kerala Blasters Football Club 2020-2021
Questa voce raccoglie le informazioni riguardanti il Kerala Blasters nelle competizioni ufficiali della stagione 2020-2021.

## Maglie e sponsor
| Casa | Trasferta | Terza |

## Organico

### Rosa
| N. |                         | Ruolo | Calciatore               |
| -- | ----------------------- | ----- | ------------------------ |
| 1  | India (bandiera)        | P     | Bilal Khan               |
| 3  | India (bandiera)        | D     | Sandeep Singh            |
| 4  | Burkina Faso (bandiera) | D     | Bakary Koné              |
| 5  | India (bandiera)        | D     | Nishu Kumar              |
| 6  | India (bandiera)        | C     | Prasanth Karuthadathkuni |
| 7  | India (bandiera)        | C     | Seityasen Singh          |
| 8  | India (bandiera)        | C     | Rohit Kumar              |
| 9  | Australia (bandiera)    | A     | Jordan Murray            |
| 10 | Argentina (bandiera)    | C     | Facundo Pereyra          |
| 11 | India (bandiera)        | C     | Givson Singh             |
| 13 | India (bandiera)        | P     | Prabhsukhan Singh Gill   |
| 14 | India (bandiera)        | D     | Jessel Carneiro          |
| 15 | India (bandiera)        | C     | Jeakson Singh            |
| 17 | India (bandiera)        | C     | Rahul Kannoly Praveen    |

| N. |                        | Ruolo | Calciatore              |
| -- | ---------------------- | ----- | ----------------------- |
| 18 | India (bandiera)       | D     | Sahal Abdul Samad       |
| 20 | India (bandiera)       | C     | Ayush Adhikari          |
| 24 | India (bandiera)       | D     | Abdul Hakku             |
| 25 | Spagna (bandiera)      | C     | Vicente Gómez           |
| 26 | Zimbabwe (bandiera)    | D     | Costa Nhamoinesu        |
| 27 | India (bandiera)       | C     | Ritwik Kumar Das        |
| 31 | Spagna (bandiera)      | C     | Juande                  |
| 32 | India (bandiera)       | P     | Albino Gomes            |
| 39 | India (bandiera)       | D     | Lalruatthara            |
| 45 | India (bandiera)       | D     | Denechandra Meitei      |
| 47 | India (bandiera)       | C     | Lalthathanga Khawlhring |
| 49 | India (bandiera)       | A     | Subha Ghosh             |
| 77 | India (bandiera)       | P     | Muheet Shabir           |
| 88 | Inghilterra (bandiera) | A     | Gary Hooper             |

### Altri giocatori
| N. |                   | Ruolo | Calciatore      |
| -- | ----------------- | ----- | --------------- |
| 22 | Spagna (bandiera) | C     | Sergio Cidoncha |

| N. |  | Ruolo | Calciatore |
| -- |  | ----- | ---------- |

### Staff tecnico
- Ishfaq Ahmed - Allenatore ad interim
- Tomasz Tchorz - Vice allenatore
- Pappachan Pradeep - Player scout
- Karolis Skinkys - Direttore sportivo

## Calciomercato
| Acquisti | Acquisti                 | Acquisti            | Acquisti      |
| R.       | Nome                     | da                  | Modalità      |
| -------- | ------------------------ | ------------------- | ------------- |
| P        | Prabhsukhan Singh Gill   | Bengaluru           | Definitivo    |
| P        | Albino Gomes             | Odisha              | Definitivo    |
| P        | Bilal Khan               |                     |               |
| P        | Muheet Shabir            | Kerala Blasters B   | Definitivo    |
| D        | Sandeep Singh            | TRAU                | Definitivo    |
| D        | Jessel Carneiro          |                     |               |
| D        | Denechandra Meitei       | TRAU                | Definitivo    |
| D        | Nishu Kumar              | Bengaluru           | Definitivo    |
| D        | Sahal Abdul Samad        |                     |               |
| D        | Abdul Hakku              |                     |               |
| D        | Lalruatthara             |                     |               |
| D        | Umesh Perambra           | Jamshedpur B        | Definitivo    |
| D        | Costa Nhamoinesu         | Sparta Praga        | Definitivo    |
| D        | Bakary Koné              |                     | Svincolato    |
| C        | Rohit Kumar              | Hyderabad           | Definitivo    |
| C        | Lalthathanga Khawlhring  | NorthEast Utd       | Definitivo    |
| C        | Sergio Cidoncha          |                     |               |
| C        | Nongdamba Naorem         | Mohun Bagan         | Fine prestito |
| C        | Ritwik Kumar Das         | Real Kashmir        | Definitivo    |
| C        | Givson Singh             | Indian Arrows       | Definitivo    |
| C        | Seityasen Singh          |                     |               |
| C        | Prasanth Karuthadathkuni |                     |               |
| C        | Jeakson Singh            |                     |               |
| C        | Rahul Kannoly Praveen    |                     |               |
| C        | Facundo Pereyra          | Apollōn Limassol    | Definitivo    |
| C        | Vicente Gómez            | Deportivo La Coruña | Definitivo    |
| C        | Ayush Adhikari           |                     |               |
| A        | Matej Poplatnik          | Kaposvár            | Fine prestito |
| A        | Gary Hooper              | Wellington Phoenix  | Definitivo    |
| A        | Jordan Murray            | C.C. Mariners       | Definitivo    |

| Cessioni | Cessioni            | Cessioni                      | Cessioni   |
| R.       | Nome                | a                             | Modalità   |
| -------- | ------------------- | ----------------------------- | ---------- |
| P        | Rehenesh TP         | Jamshedpur                    | Definitivo |
| P        | Shibinraj Kunniyil  | Churchill Brothers            | Definitivo |
| D        | Pritam Kumar Singh  | East Bengal                   | Definitivo |
| D        | Sandesh Jhingan     |                               | Svincolato |
| D        | Mohammad Rakip      | Mumbai City                   | Definitivo |
| D        | Vlatko Drobarov     |                               | Svincolato |
| D        | Gianni Zuiverloon   |                               | Svincolato |
| D        | Raju Gaikwad        |                               | Svincolato |
| D        | Umesh Perambra      | Kerala Blasters               | Definitivo |
| C        | Mario Arqués        |                               | Svincolato |
| C        | Moustapha Gning     | Ejea                          | Definitivo |
| C        | Darren Caldeira     |                               | Svincolato |
| C        | Arjun Jayaraj       |                               | Svincolato |
| C        | Pragyan Gogoi       | NorthEast Utd                 | Definitivo |
| A        | Baoringdao Bodo     | Odisha                        | Definitivo |
| A        | Matej Poplatnik     | Livingston                    | Definitivo |
| A        | Holicharan Narzary  | Hyderabad                     | Definitivo |
| A        | Suraj Rawat         | Indian Arrows                 | Definitivo |
| A        | Bartholomew Ogbeche | Mumbai City                   | Prestito   |
| A        | Raphaël Bouli       | Heilongjiang Huoshan Mingquan | Definitivo |
| A        | Mohammed Rafi       |                               | Svincolato |

### Mercato invernale
| Acquisti | Acquisti    | Acquisti        | Acquisti   |
| R.       | Nome        | da              | Modalità   |
| -------- | ----------- | --------------- | ---------- |
| C        | Juande      |                 | Svincolato |
| A        | Subha Ghosh | ATK Mohun Bagan | Definitivo |

| Cessioni | Cessioni         | Cessioni        | Cessioni |
| R.       | Nome             | a               | Modalità |
| -------- | ---------------- | --------------- | -------- |
| C        | Nongdamba Naorem | ATK Mohun Bagan | Prestito |

#### Cambio di allenatore
| Allenatore in uscita | Motivo  | Dal           | Fino al          | Allenatore in entrata  | A partire dal    |
| -------------------- | ------- | ------------- | ---------------- | ---------------------- | ---------------- |
| Kibu Vicuña          | Esonero | 19 marzo 2020 | 17 febbraio 2021 | Ishfaq Ahmed (Interim) | 17 febbraio 2021 |

## Risultati

### Indian Super League
| Arbitro: | Crystal J. |

|  |           |                 |
|  | Marcatori | 67’ Roy Krishna |

| Arbitro: | Bakshi R. |

|                                             |           |                                    |
| Sergio Cidoncha 5’ Gary Hooper 45+1’ (Rig.) | Marcatori | 51’ Kwesi Appiah 90’ Idrissa Sylla |

| Bambolim 29 novembre 2020, ore 19:00 UTC+5:30 3ª giornata | Chennaiyin | 0 – 0 referto | Kerala Blasters | GMC Stadium (0 spett.)\| Arbitro: \| Gupta R. \| |
| Arbitro:                                                  | Gupta R.   |               |                 |                                                  |

| Arbitro: | Kundu H. |

|                                        |           |                   |
| Igor Angulo 30’, 90+4’ Jorge Ortiz 52’ | Marcatori | 90’ Vicente Gómez |

| Arbitro: | John C. |

|                                                                           |           |                                             |
| Cleiton Silva 29’ Kristian Opseth 52’ Dimas Delgado 53’ Sunil Chhetri 65’ | Marcatori | 17’ Rahul Kannoly Praveen 61’ Vicente Gómez |

| Arbitro: | Nagvenkar T. |

|                     |           |                        |
| Jeakson Singh 90+4’ | Marcatori | 13’ (A.g.) Bakary Koné |

| Arbitro: | Bakshi R. |

|                                   |           |  |
| Abdul Hakku 29’ Jordan Murray 88’ | Marcatori |  |

| Arbitro: | Kumar Gupta R. |

|                                           |           |  |
| Adam le Fondre 3’ (Rig.) Hugo Boumous 11’ | Marcatori |  |

| Arbitro: | Mondal P. |

|                                  |           |                                                                      |
| Jordan Murray 7’ Gary Hooper 79’ | Marcatori | 22’ (A.g.) Shubham Sarangi 42’ Steven Taylor 50’, 60’ Diego Maurício |

| Arbitro: | Meitei A. |

|                          |           |                                             |
| Nerijus Valskis 36’, 84’ | Marcatori | 22’ Costa Nhamoinesu 79’, 82’ Jordan Murray |

| Arbitro: | Kundu H. |

|                     |           |                   |
| Scott Neville 90+5’ | Marcatori | 64’ Jordan Murray |

| Arbitro: | Kundu H. |

|                                                         |           |                   |
| Lalthathanga Khawlhring 73’ Rahul Kannoly Praveen 90+4’ | Marcatori | 24’ Cleiton Silva |

| Arbitro: | Baksi R. |

|                           |           |                 |
| Rahul Kannoly Praveen 57’ | Marcatori | 25’ Jorge Ortiz |

| Bambolim 27 gennaio 2021, ore 15:00 UTC+5:30 15ª giornata | Kerala Blasters | 0 – 0 referto | Jamshedpur | GMC Stadium (0 spett.)\| Arbitro: \| Srikrishna C. \| |
| Arbitro:                                                  | Srikrishna C.   |               |            |                                                       |

| Arbitro: | Meitei A. |

|                                           |           |                                      |
| Marcelinho 59’ Roy Krishna 64’, Rig.’ 86’ | Marcatori | 14’ Gary Hooper 50’ Costa Nhamoinesu |

| Arbitro: | Kumar Gupta R. |

|                   |           |                                           |
| Vicente Gómez 27’ | Marcatori | 46’ Bipin Singh 67’, Rig.’ Adam le Fondre |

| Arbitro: | Nagvenkar T. |

|                         |           |                                   |
| Diego Maurício 45’, 74’ | Marcatori | 52’ Jordan Murray 68’ Gary Hooper |

| Arbitro: | Meetei A. |

|                                                                         |           |  |
| Francisco Sandaza 58’, 63’ (Rig.) Aridane Santana 86’ João Victor 90+1’ | Marcatori |  |

| Arbitro: | Mondal P. |

|                        |           |                         |
| Gary Hooper 29’ (Rig.) | Marcatori | 10’ Fatxullo Fatxulloev |

| Arbitro: | Crystal J. |

|                                   |           |  |
| V.P. Suhair 34’ Lalengmawia 45+1’ | Marcatori |  |

### Andamento in campionato
| Giornata  | 1 | 2 | 3 | 4 | 5 | 6 | 7 | 8 | 9 | 10 | 11 | 12 | 13 | 14 | 15 | 16 | 17 | 18 | 19 | 20 | 21 | 22 |
| --------- | - | - | - | - | - | - | - | - | - | -- | -- | -- | -- | -- | -- | -- | -- | -- | -- | -- | -- | -- |
| Luogo     | C | C | T | T | X | T | C | C | T | C  | T  | T  | C  | C  | C  | T  | C  | T  | X  | T  | C  | T  |
| Risultato | P | N | N | P | X | P | N | V | P | P  | V  | N  | V  | N  | N  | P  | P  | N  | X  | P  | N  | P  |
| Posizione | 9 | 8 | 9 | 9 | 9 | 9 | 9 | 9 | 9 | 10 | 10 | 10 | 9  | 9  | 9  | 9  | 10 | 9  | 10 | 10 | 10 | 10 |

Legenda:

Luogo: C = Casa; T = Trasferta. Risultato: V = Vittoria; N = Pareggio; P = Sconfitta.